# Nakkaş Osman
Nakkaş Osman  fue el ilustrador en jefe del Imperio Otomano durante la segunda mitad del siglo XVI. Sus fechas de nacimiento y muerte no están documentadas, pero la mayor parte de su trabajo fue producido durante el último cuarto del siglo XVI.
Las ilustraciones más antiguas de Osman fueron producidas entre 1560 y 1570 para la traducción al turco del manuscrito persa Firdawsis Shahnama. Entre sus trabajos más importantes, creados durante su tiempo como ilustrador en jefe del taller del sultán Murad III, se encuentran El Libro de las Victorias y El Libro de los Reyes. Fue él también quién ilustró el Siyer-i Nebi, una épica de la vida de Mahoma escrita en 1388 e ilustrada en 1595.

## Estilo
El estilo de Osman ha sido descrito como “plano pero perceptivo”. Sus ilustraciones suelen mostrar una cuidadosa atención a los detalles, representando los eventos en un estilo realista. Su trabajo influenció a la siguiente generación de ilustradores otomanos.

## En la ficción
La novela de Orham Pamuk “Me llamo Rojo” gira en torno a Osman y su taller de ilustradores. En la historia Osman se ciega a sí mismo con un alfiler, en un intento de emular del legendario ilustrador Bihzad. Su muerte representa el fin de las ilustraciones otomanas dado que después de él todos los ilustradores adoptarían el estilo occidental.

## Galería

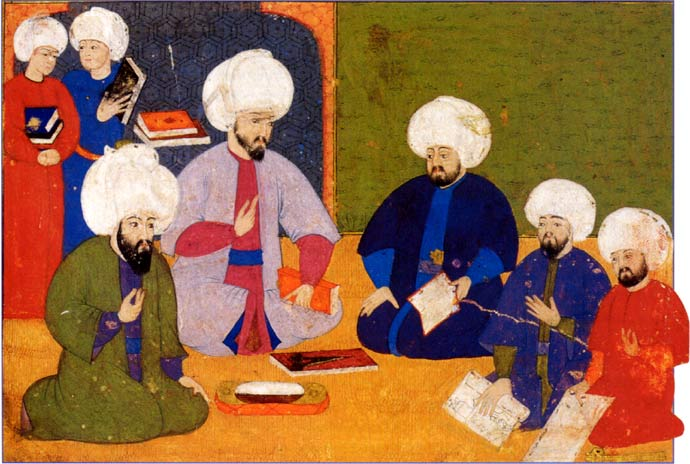
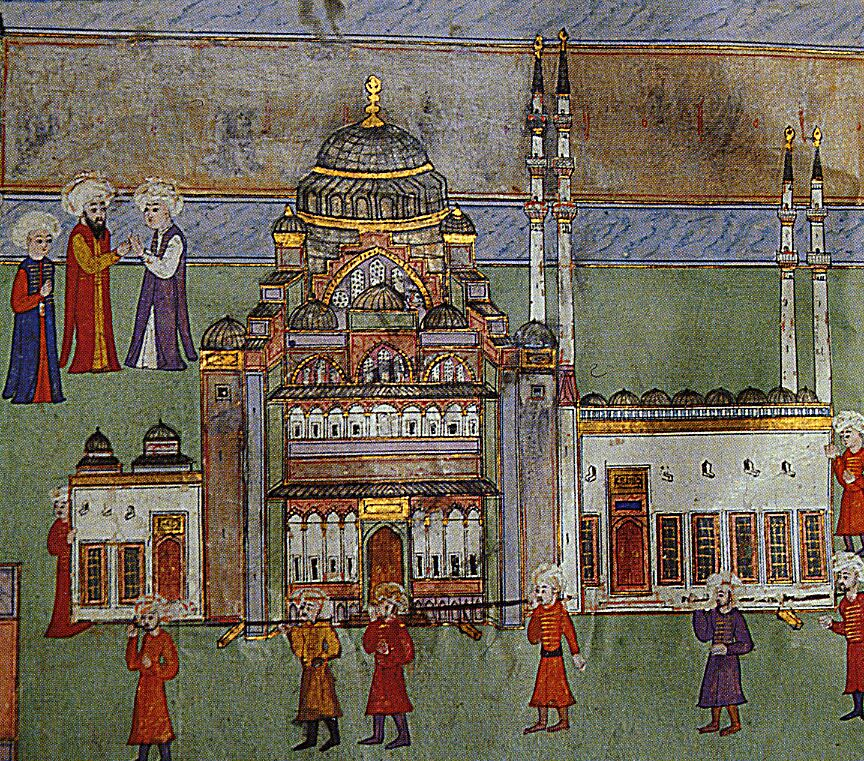
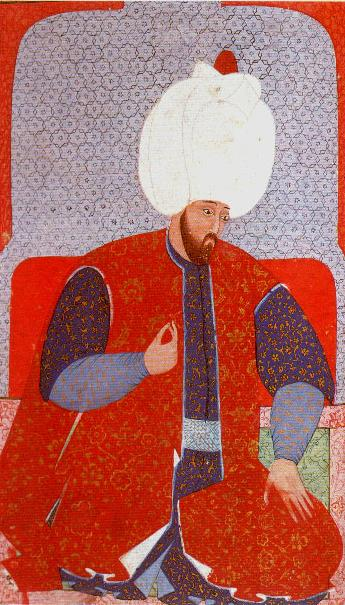
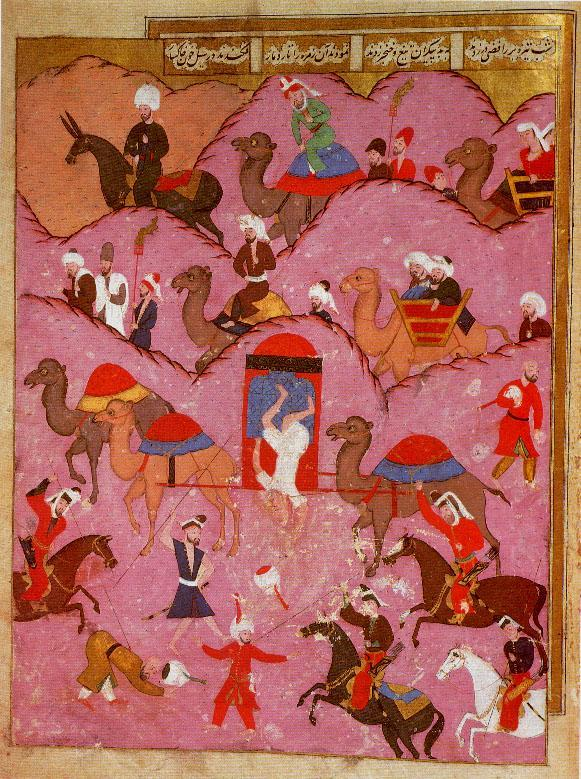
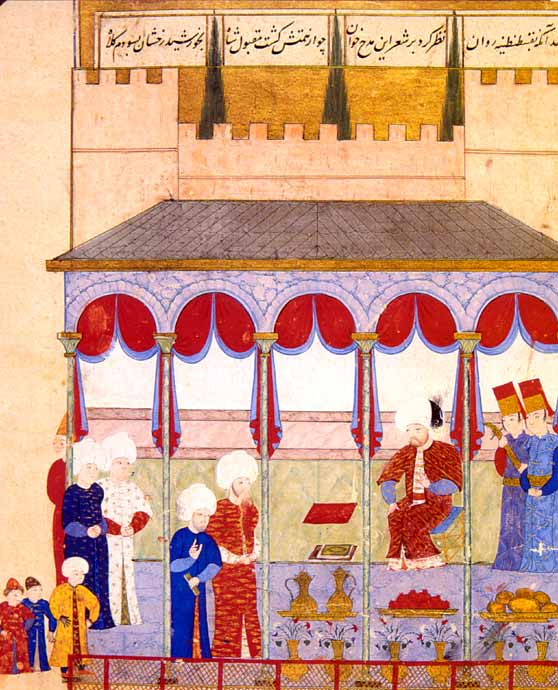
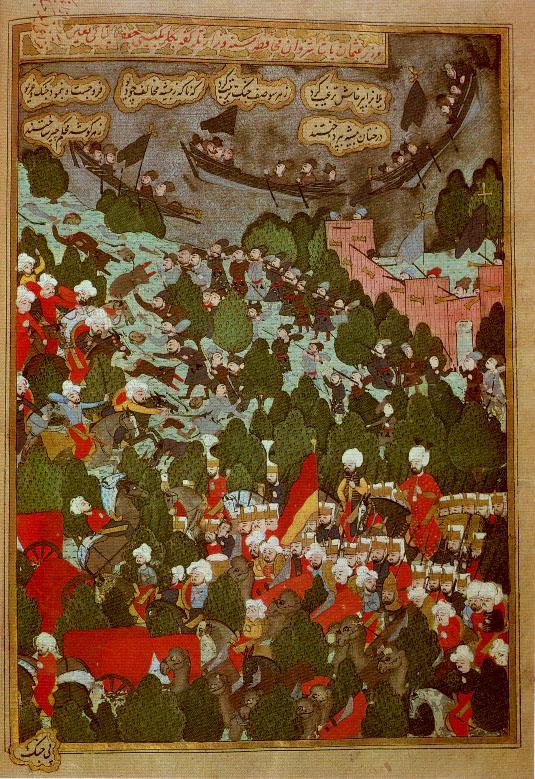
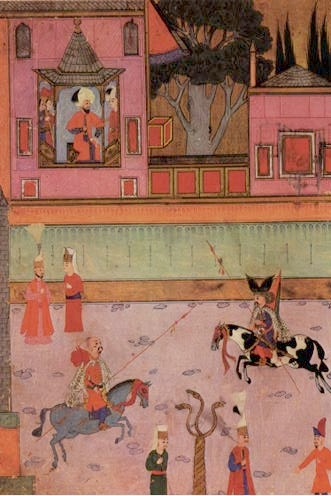
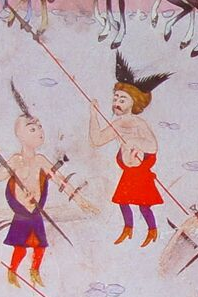

- Datos: Q6419363
- Multimedia: Nakkaş Osman / Q6419363